# Emilio Sánchez Pastor
Emilio Sánchez Pastor (Madrid, 1853 - 16 de noviembre de 1935) fue un escritor, periodista y político español. 

## Biografía
Cursó estudios de bachillerato en el Instituto de San Isidro e, inmediatamente, se dedicó al periodismo en la redacción de “La Iberia”, que más tarde dirigió. Sus crónicas políticas en "Blanco y Negro" y "La Vanguardia" donde sus secciones sobre asuntos políticos tuvieron bastante fama. 
Sustituto de José María Tuero y Madrid como diputado en Cortes por el distrito electoral de Lucena del Cid en 1882, sería de nuevo diputado por el distrito de Castellón de la Plana en las elecciones de 1886 y 1893 y por Huelva en las elecciones de 1901. En 1905 sustituiría a José Canalejas como diputado por Ciudad Real. Ocupó también otros cargos, como el de senador por la provincia de Castellón entre 1898 y 1899, Subsecretario del Interior y miembro de la Asamblea Nacional de Miguel Primo de Rivera en 1927.
Fue dos veces diputado por el Partido Liberal (1881 y 1886). También senador y, en la Administración pública, ejerció como subsecretario de la Gobernación. En su legado se cuenta el libreto de “El tambor de granaderos”, zarzuela cómica en prosa, en un acto y tres cuadros, con música del maestro Ruperto Chapí. Murió en Madrid, el 16 de noviembre de 1935.

## Algunas Obras
- Fuerza mayor (1877)
- San Franco de Sena (1883)
- La cáscara amarga (1888)
- Los calaveras (1892)
- El tambor de granaderos (1894)
- El bajo de arriba (1895)
- España en París (1900)

El famoso ‘Preludio’ de El tambor de granaderos es una de las composiciones musicales para zarzuela más famosas de la historia de este género musical.